# Rankings do UFC
0Os Rankings do UFC são a classificação dos lutadores que lutam nesta promoção de artes marciais mistas, a maior do mundo. Ao todo, são 10 rankings, um para cada categoria, além do chamado Ranking Peso por Peso, que é a classificação geral, considerando todos os pesos.
Os rankings são votados por jornalistas escolhidos pelo UFC, e participam das votações pessoas da mídia ao redor de todo o mundo. Os critérios para a votação dependem de cada jornalista mas, a princípio, são consideradas coisas como: Ranking do adversários derrotados pelo lutador, dificuldade das finalizações de luta, etc.
A lista de veículos de impressa convidados para realizar a votação, são no total 21. Veículos respeitados e de vários locais, inclusive há representante brasileiro entre eles.
As classificações, até dezembro de 2013, continham 10 atletas para cada ranking. A partir da atualização do dia 30 de dezembro de 2013 (após o UFC 168), os rankings passaram a ter 15 atletas para cada categoria.

## Rankings
- Última atualização (ranking atual): 19 de agosto de 2025
- Ranking Anterior: 12 de agosto de 2025

| Legenda | Legenda                                |
| ------- | -------------------------------------- |
| Aumento | Subiu de classificação no ranking      |
| Estável | Manteve-se de classificação no ranking |
| Baixa   | Desceu de classificação no ranking     |
| Novo    | Não rankeado anteriormente             |
| C       | Campeão                                |
| CI      | Campeão Interino                       |

## Peso por Peso Masculino
Ranking atualizado em 19 de agosto de 2025, após o UFC 319: Du Plessis vs. Chimaev.
| Pos. | Lutador               | País                   | Categoria   | M       | Cartel        | Sequência de vitórias | Status                         | Proxima Luta | Proxima Luta     | Proxima Luta |
| Pos. | Lutador               | País                   | Categoria   | M       | Cartel        | Sequência de vitórias | Status                         | Evento       | Oponente         | Ref.         |
| ---- | --------------------- | ---------------------- | ----------- | ------- | ------------- | --------------------- | ------------------------------ | ------------ | ---------------- | ------------ |
| 1    | Ilia Topuria          | Geórgia                | Leves       | Estável | 17–0          | 17                    | Campeão Peso-Leve              |              |                  |              |
| 2    | Islam Makhachev       | Rússia                 | Leves       | Estável | 27–1          | 15                    | 1º no ranking peso-leve        |              |                  |              |
| 3    | Merab Dvalishvili     | Geórgia                | Galos       | Estável | 20–4          | 13                    | Campeão Peso-Galo              | UFC 320      | Cory Sandhagen   | [ 3 ]        |
| 4    | Khamzat Chimaev       | Emirados Árabes Unidos | Médios      | +10     | 15-0          | 15                    | Campeão Peso-Médio             |              |                  |              |
| 5    | Alexandre Pantoja     | Brasil                 | Moscas      | -1      | 30–5          | 8                     | Campeão Peso-Mosca             |              |                  |              |
| 6    | Alexander Volkanovski | Austrália              | Penas       | Estável | 27–4          | 1                     | Campeão Peso-Pena              |              |                  |              |
| 7    | Magomed Ankalaev      | Rússia                 | Meio Pesado | Estável | 20–1-1 (1 NC) | 3                     | Campeão Peso-Meio-Pesado       | UFC 320      | Alex Pereira     | [ 3 ]        |
| 8    | Jack Della Maddalena  | Austrália              | Meio Médios | Estável | 18–2          | 18                    | Campeão Peso-Meio-Médio        |              |                  |              |
| 9    | Tom Aspinall          | Inglaterra             | Pesado      | Estável | 15–3          | 3                     | Campeão Peso-Pesado            | UFC 321      | Ciryl Gane       | [ 4 ]        |
| 10   | Alex Pereira          | Brasil                 | Meio Pesado | Estável | 12–3          | 0                     | 1º no ranking peso-meio-pesado | UFC 320      | Magomed Ankalaev | [ 3 ]        |
| 11   | Dricus du Plessis     | África do Sul          | Médios      | -7      | 23–3          | 0                     | 1º no ranking peso-médio       |              |                  |              |
| 12   | Max Holloway          | Estados Unidos         | Penas Leves | -1      | 27–8          | 1                     | 3º no ranking peso-leve        |              |                  |              |
| 13   | Belal Muhammad        | Estados Unidos         | Meio Médios | -1      | 24–4 (1 NC)   | 0                     | 1º no ranking peso-meio-médio  |              |                  |              |
| 14   | Arman Tsarukyan       | Armênia                | Leves       | -1      | 22–3          | 4                     | 2º no ranking peso-leve        |              |                  |              |
| 15   | Shavkat Rakhmonov     | Cazaquistão            | Meio Médios | NR      | 19–0          | 19                    | 3º no ranking peso-meio-médio  |              |                  |              |

## Peso por Peso Feminino
Ranking atualizado em 10 de junho de 2025, após o UFC 316: Dvalishvili vs. O'Malley 2.
| Pos. | Lutadora             | País           | Categoria | M       | Cartel      | Sequência de vitórias | Status                   | Proxima Luta        | Proxima Luta         | Proxima Luta |
| Pos. | Lutadora             | País           | Categoria | M       | Cartel      | Sequência de vitórias | Status                   | Evento              | Oponente             | Ref.         |
| ---- | -------------------- | -------------- | --------- | ------- | ----------- | --------------------- | ------------------------ | ------------------- | -------------------- | ------------ |
| 1    | Valentina Shevchenko | Quirguistão    | Moscas    | Estável | 25–4–1      | 2                     | Campeã Peso-Mosca        |                     |                      |              |
| 2    | Zhang Weili          | China          | Palha     | Estável | 26–3        | 5                     | Campeã Peso-Palha        |                     |                      |              |
| 3    | Kayla Harrison       | Estados Unidos | Galos     | +4      | 19–1        | 4                     | Campeã Peso-Galo         |                     |                      |              |
| 4    | Manon Fiorot         | França         | Moscas    | Estável | 12–2        | 0                     | 2ª no ranking peso-mosca | UFC Fight Night 262 | Jasmine Jasudavicius | [ 6 ]        |
| 5    | Julianna Peña        | Estados Unidos | Galos     | -2      | 12–6        | 0                     | 1ª no ranking peso-galo  |                     |                      |              |
| 6    | Natália Silva        | Brasil         | Moscas    | +2      | 19–5–1      | 13                    | 1ª no ranking peso-mosca |                     |                      |              |
| 7    | Alexa Grasso         | México         | Moscas    | -2      | 16–5–1      | 0                     | 3ª no ranking peso-mosca |                     |                      |              |
| 8    | Erin Blanchfield     | Estados Unidos | Moscas    | -2      | 13–2        | 1                     | 5ª no ranking peso-mosca |                     |                      |              |
| 9    | Virna Jandiroba      | Brasil         | Palha     | Estável | 22–3        | 5                     | 1ª no ranking peso-palha |                     |                      |              |
| 10   | Raquel Pennington    | Estados Unidos | Galos     | Estável | 16–9        | 0                     | 2ª no ranking peso-galo  |                     |                      |              |
| 11   | Tatiana Suarez       | Estados Unidos | Palha     | +1      | 10–1        | 0                     | 2ª no ranking peso-palha | UFC Fight Night 259 | Amanda Lemos         | [ 7 ]        |
| 12   | Rose Namajunas       | Estados Unidos | Moscas    | -1      | 14–7        | 1                     | 7ª no ranking peso-mosca |                     |                      |              |
| 13   | Yan Xiaonan          | China          | Palha     | Estável | 18–5 (1 NC) | 0                     | 3ª no ranking peso-palha |                     |                      |              |
| 14   | Amanda Lemos         | Brasil         | Palha     | +1      | 15–4–1      | 1                     | 4ª no ranking peso-palha | UFC Fight Night 259 | Tatiana Suarez       |              |
| 15   | Maycee Barber        | Estados Unidos | Moscas    | -1      | 14–2        | 6                     | 6ª no ranking peso-mosca |                     |                      |              |

## Peso Pesado
Limite de peso: 206 a 265 lbs • 93,44 kg a 120,20 kg
Ranking atualizado em 05 de agosto de 2025, após o UFC on ESPN: Taira vs. Park.
| Pos. | País                 | Lutador             | M       | Cartel        | Sequência de vitórias | Última Luta | Última Luta         | Última Luta           | Última Luta | Próxima Luta        | Próxima Luta        | Próxima Luta |
| Pos. | País                 | Lutador             | M       | Cartel        | Sequência de vitórias | Resultado   | Evento              | Oponente              | Ref.        | Evento              | Oponente            | Ref.         |
| ---- | -------------------- | ------------------- | ------- | ------------- | --------------------- | ----------- | ------------------- | --------------------- | ----------- | ------------------- | ------------------- | ------------ |
| C    | Inglaterra           | Tom Aspinall        | Estável | 15–3          | 3 (1 def)             | Venceu      | UFC 304             | Curtis Blaydes        | [ 9 ]       | UFC 321             | Ciryl Gane          | [ 4 ]        |
| 1    | França               | Ciryl Gane          | Estável | 13–2          | 2                     | Venceu      | UFC 310             | Alexander Volkov      | [ 10 ]      | UFC 321             | Tom Aspinall        | [ 4 ]        |
| 2    | Rússia               | Alexander Volkov    | Estável | 38–11         | 0                     | Perdeu      | UFC 310             | Ciryl Gane            | [ 10 ]      | UFC 321             | Jailton Almeida     | [ 11 ]       |
| 3    | Rússia               | Sergei Pavlovich    | Estável | 19–3          | 1                     | Venceu      | UFC Fight Night 250 | Jairzinho Rozenstruik | [ 12 ]      | UFC Fight Night 257 | Waldo Cortes-Acosta | [ 13 ]       |
| 4    | Estados Unidos       | Curtis Blaydes      | Estável | 19–5 (1 NC)   | 1                     | Venceu      | UFC on ABC 8        | Rizvan Kuniev         | [ 14 ]      | TBD                 | TBD                 |              |
| 5    | Brasil               | Jailton Almeida     | Estável | 22–3          | 2                     | Venceu      | UFC 311             | Serghei Spivac        | [ 15 ]      | UFC 321             | Alexander Volkov    | [ 11 ]       |
| 6    | República Dominicana | Waldo Cortes-Acosta | Estável | 14–1          | 5                     | Venceu      | UFC 316             | Serghei Spivac        | [ 5 ]       | UFC Fight Night 257 | Sergei Pavlovich    | [ 13 ]       |
| 7    | Polónia              | Marcin Tybura       | Estável | 27–9          | 2                     | Venceu      | UFC Fight Night 255 | Mick Parkin           | [ 16 ]      | UFC Fight Night 258 | Ante Delija         | [ 17 ]       |
| 8    | Moldávia             | Serghei Spivac      | Estável | 17–6          | 0                     | Perdeu      | UFC 316             | Waldo Cortes-Acosta   | [ 5 ]       | TBD                 | TBD                 |              |
| 9    | Estados Unidos       | Derrick Lewis       | Estável | 29–12 (1 NC)  | 2                     | Venceu      | UFC on ESPN 70      | Tallison Teixeira     | [ 18 ]      | TBD                 | TBD                 |              |
| 10   | Austrália            | Tai Tuivasa         | Estável | 14–8          | 0                     | Perdeu      | UFC 305             | Jairzinho Rozenstruik | [ 19 ]      | TBD                 | TBD                 |              |
| 11   | Bahrein              | Shamil Gaziev       | Estável | 14–1          | 2                     | Venceu      | UFC Fight Night 250 | Thomas Petersen       | [ 12 ]      | TBD                 | TBD                 |              |
| 12   | Inglaterra           | Mick Parkin         | +1      | 10–1          | 0                     | Perdeu      | UFC Fight Night 255 | Marcin Tybura         | [ 16 ]      | TBD                 | TBD                 |              |
| 13   | Brasil               | Tallison Teixeira   | +1      | 8–1           | 0                     | Perdeu      | UFC on ESPN 70      | Derrick Lewis         | [ 18 ]      | TBD                 | TBD                 |              |
| 14   | Brasil               | Valter Walker       | NR      | 14–1          | 3                     | Venceu      | UFC on ESPN 70      | Kennedy Nzechukwu     | [ 18 ]      | TBD                 | TBD                 |              |
| 15   | Rússia               | Rizvan Kuniev       | Estável | 12-3-1 (1 NC) | 0                     | Perdeu      | UFC on ABC 8        | Curtis Blaydes        | [ 14 ]      | TBD                 | TBD                 |              |

## Peso Meio-Pesado
Limite de peso: 186 a 205 lbs • 84,36 kg a 92,98 kg
Ranking atualizado em 29 de julho de 2025, após o UFC on ABC: Whittaker vs. de Ridder.
| Pos. | País                    | Lutador             | M       | Cartel        | Sequência de vitórias | Última Luta | Última Luta         | Última Luta         | Última Luta | Próxima Luta        | Próxima Luta        | Próxima Luta |
| Pos. | País                    | Lutador             | M       | Cartel        | Sequência de vitórias | Resultado   | Evento              | Oponente            | Ref.        | Evento              | Oponente            | Ref.         |
| ---- | ----------------------- | ------------------- | ------- | ------------- | --------------------- | ----------- | ------------------- | ------------------- | ----------- | ------------------- | ------------------- | ------------ |
| C    | Rússia                  | Magomed Ankalaev    | Estável | 20-1-1 (1 NC) | 3 (0 def)             | Venceu      | UFC 313             | Alex Pereira        | [ 21 ]      | UFC 320             | Alex Pereira        | [ 3 ]        |
| 1    | Brasil                  | Alex Pereira        | Estável | 12–3          | 0                     | Perdeu      | UFC 313             | Magomed Ankalaev    | [ 21 ]      | UFC 320             | Magomed Ankalaev    | [ 3 ]        |
| 2    | República Checa         | Jiří Procházka      | Estável | 31–5–1        | 1                     | Venceu      | UFC 311             | Jamahal Hill        | [ 15 ]      | UFC 320             | Khalil Rountree Jr. | [ 3 ]        |
| 3    | Nova Zelândia           | Carlos Ulberg       | Estável | 12–1          | 8                     | Venceu      | UFC Fight Night 255 | Jan Błachowicz      | [ 16 ]      | UFC Fight Night 260 | Dominick Reyes      |              |
| 4    | Estados Unidos          | Khalil Rountree Jr. | Estável | 14–6 (1 NC)   | 1                     | Venceu      | UFC on ABC 8        | Jamahal Hill        | [ 14 ]      | UFC 320             | Jiří Procházka      | [ 3 ]        |
| 5    | Polónia                 | Jan Błachowicz      | Estável | 29–11–1       | 0                     | Perdeu      | UFC Fight Night 255 | Carlos Ulberg       | [ 16 ]      | TBD                 | TBD                 |              |
| 6    | Estados Unidos          | Jamahal Hill        | Estável | 12–4 (1 NC)   | 0                     | Perdeu      | UFC on ABC 8        | Khalil Rountree Jr. | [ 14 ]      | TBD                 | TBD                 |              |
| 7    | Áustria                 | Aleksandar Rakić    | Estável | 14–5          | 0                     | Perdeu      | UFC 308             | Magomed Ankalaev    | [ 22 ]      | UFC 321             | Azamat Murzakanov   |              |
| 8    | Estados Unidos          | Dominick Reyes      | Estável | 15–4          | 3                     | Venceu      | UFC 314             | Nikita Krylov       | [ 23 ]      | UFC Fight Night 260 | Carlos Ulberg       |              |
| 9    | Suíça                   | Volkan Oezdemir     | Estável | 20–8          | 0                     | Perdeu      | UFC Fight Night 248 | Carlos Ulberg       | [ 24 ]      | TBD                 | TBD                 |              |
| 10   | Bandeira do Uzbequistão | Bogdan Guskov       | +3      | 18–3          | 4                     | Venceu      | UFC on ABC 9        | Nikita Krylov       | [ 20 ]      | TBD                 | TBD                 |              |
| 11   | Rússia                  | Azamat Murzakanov   | Estável | 15–0          | 15                    | Venceu      | UFC 316             | Brendson Ribeiro    | [ 5 ]       | UFC 321             | Aleksandar Rakić    |              |
| 12   | Rússia                  | Nikita Krylov       | -2      | 30–11         | 0                     | Perdeu      | UFC on ABC 9        | Bogdan Guskov       | [ 20 ]      | TBD                 | TBD                 |              |
| 13   | Brasil                  | Johnny Walker       | -1      | 21–9 (1 NC)   | 0                     | Perdeu      | UFC on ABC 6        | Volkan Oezdemir     | [ 25 ]      | UFC Fight Night 257 | Zhang Mingyang      | [ 26 ]       |
| 14   | China                   | Zhang Mingyang      | Estável | 19–6          | 12                    | Venceu      | UFC on ESPN 66      | Anthony Smith       | [ 27 ]      | UFC Fight Night 257 | Johnny Walker       | [ 26 ]       |
| 15   | Estados Unidos          | Alonzo Menifield    | Estável | 17–5–1        | 2                     | Venceu      | UFC on ESPN 69      | Oumar Sy            | [ 28 ]      | TBD                 | TBD                 |              |

## Peso Médio
Limite de peso: 171 a 185 lbs • 77,56 kg a 83,91 kg
Ranking atualizado em 19 de agosto de 2025, após o UFC 319: Du Plessis vs. Chimaev.
| Pos. | País                    | Lutador            | M       | Cartel      | Sequência de vitórias | Última Luta | Última Luta         | Última Luta        | Última Luta | Próxima Luta        | Próxima Luta       | Próxima Luta |
| Pos. | País                    | Lutador            | M       | Cartel      | Sequência de vitórias | Resultado   | Evento              | Oponente           | Ref.        | Evento              | Oponente           | Ref.         |
| ---- | ----------------------- | ------------------ | ------- | ----------- | --------------------- | ----------- | ------------------- | ------------------ | ----------- | ------------------- | ------------------ | ------------ |
| C    | =Emirados Árabes Unidos | Khamzat Chimaev    | +3      | 15–0        | 15 (0 def)            | Venceu      | UFC 319             | Dricus du Plessis  | [ 2 ]       | TBD                 | TBD                |              |
| 1    | África do Sul           | Dricus du Plessis  | -1      | 23–3        | 0                     | Perdeu      | UFC 319             | Khamzat Chimaev    | [ 2 ]       | TBD                 | TBD                |              |
| 2    | França                  | Nassourdine Imavov | -1      | 16-4 (1 NC) | 4                     | Venceu      | UFC Fight Night 250 | Israel Adesanya    | [ 12 ]      | UFC Fight Night 258 | Caio Borralho      | [ 29 ]       |
| 3    | Estados Unidos          | Sean Strickland    | -1      | 29–7        | 0                     | Perdeu      | UFC 312             | Dricus du Plessis  | [ 30 ]      | TBD                 | TBD                |              |
| 4    | Nigéria                 | Israel Adesanya    | Estável | 24–5        | 0                     | Perdeu      | UFC Fight Night 250 | Nassourdine Imavov | [ 12 ]      | TBD                 | TBD                |              |
| 5    | Países Baixos           | Reinier de Ridder  | Estável | 21–2        | 5                     | Venceu      | UFC on ABC 9        | Robert Whittaker   | [ 20 ]      | UFC Fight Night 262 | Anthony Hernandez  | [ 31 ]       |
| 6    | Estados Unidos          | Anthony Hernandez  | +1      | 15–2 (1 NC) | 8                     | Venceu      | UFC on ESPN 72      | Roman Dolidze      | [ 32 ]      | UFC Fight Night 262 | Reinier de Ridder  | [ 31 ]       |
| 7    | Brasil                  | Caio Borralho      | -1      | 17–1 (1 NC) | 14                    | Venceu      | UFC on ESPN 62      | Jared Cannonier    | [ 33 ]      | UFC Fight Night 258 | Nassourdine Imavov | [ 29 ]       |
| 8    | Austrália               | Robert Whittaker   | Estável | 26–9        | 0                     | Perdeu      | UFC on ABC 9        | Reinier de Ridder  | [ 20 ]      | TBD                 | TBD                |              |
| 9    | Estados Unidos          | Brendan Allen      | +1      | 25–7        | 1                     | Venceu      | UFC 318             | Marvin Vettori     | [ 34 ]      | TBD                 | TBD                |              |
| 10   | Inglaterra              | Michael Page       | NR      | 24–3        | 2                     | Venceu      | UFC 319             | Jared Cannonier    | [ 2 ]       | TBD                 | TBD                |              |
| 11   | Estados Unidos          | Jared Cannonier    | -2      | 18–9        | 0                     | Perdeu      | UFC 319             | Michael Page       | [ 2 ]       | TBD                 | TBD                |              |
| 12   | Geórgia                 | Roman Dolidze      | -1      | 15–4        | 0                     | Perdeu      | UFC on ESPN 72      | Anthony Hernandez  | [ 32 ]      | TBD                 | TBD                |              |
| 13   | Brasil                  | Paulo Costa        | -1      | 15–4        | 1                     | Venceu      | UFC 318             | Roman Kopylov      | [ 34 ]      | TBD                 | TBD                |              |
| 14   | Itália                  | Marvin Vettori     | -1      | 19–9–1      | 0                     | Perdeu      | UFC 318             | Brendan Allen      | [ 34 ]      | TBD                 | TBD                |              |
| 15   | Rússia                  | Roman Kopylov      | Estável | 14–4        | 0                     | Perdeu      | UFC 318             | Paulo Costa        | [ 34 ]      | TBD                 | TBD                |              |

## Peso Meio-Médio
Limite de peso: 156 a 170 lbs • 70,76 kg a 77,11 kg
Ranking atualizado em 19 de agosto de 2025, após o UFC 319: Du Plessis vs. Chimaev.
| Pos. | País                 | Lutador              | M       | Cartel      | Sequência de vitórias | Última Luta | Última Luta         | Última Luta          | Última Luta | Próxima Luta        | Próxima Luta | Próxima Luta |
| Pos. | País                 | Lutador              | M       | Cartel      | Sequência de vitórias | Resultado   | Evento              | Oponente             | Ref.        | Evento              | Oponente     | Ref.         |
| ---- | -------------------- | -------------------- | ------- | ----------- | --------------------- | ----------- | ------------------- | -------------------- | ----------- | ------------------- | ------------ | ------------ |
| C    | Austrália            | Jack Della Maddalena | Estável | 18–2        | 18 (0 def)            | Venceu      | UFC 315             | Belal Muhammad       | [ 35 ]      | TBD                 | TBD          |              |
| 1    | Estados Unidos       | Belal Muhammad       | Estável | 24–4 (1 NC) | 0                     | Perdeu      | UFC 315             | Jack Della Maddalena | [ 35 ]      | TBD                 | TBD          |              |
| 2    | Estados Unidos       | Sean Brady           | Estável | 18–1        | 3                     | Venceu      | UFC Fight Night 255 | Leon Edwards         | [ 16 ]      | TBD                 | TBD          |              |
| 3    | Cazaquistão          | Shavkat Rakhmonov    | Estável | 19-0        | 19                    | Venceu      | UFC 310             | Ian Machado Garry    | [ 10 ]      | TBD                 | TBD          |              |
| 4    | Inglaterra           | Leon Edwards         | Estável | 22–5 (1 NC) | 0                     | Perdeu      | UFC Fight Night 255 | Sean Brady           | [ 16 ]      | TBD                 | TBD          |              |
| 5    | Nigéria              | Kamaru Usman         | Estável | 21–4        | 1                     | Venceu      | UFC on ESPN 69      | Joaquin Buckley      | [ 28 ]      | TBD                 | TBD          |              |
| 6    | República da Irlanda | Ian Machado Garry    | Estável | 16–1        | 1                     | Venceu      | UFC on ESPN 66      | Carlos Prates        | [ 27 ]      | TBD                 | TBD          |              |
| 7    | Equador              | Michael Morales      | Estável | 18–0        | 18                    | Venceu      | UFC Fight Night 256 | Gilbert Burns        | [ 36 ]      | TBD                 | TBD          |              |
| 8    | Estados Unidos       | Joaquin Buckley      | Estável | 21–7        | 0                     | Perdeu      | UFC on ESPN 69      | Kamaru Usman         | [ 28 ]      | TBD                 | TBD          |              |
| 9    | Brasil               | Carlos Prates        | +3      | 22–7        | 1                     | Venceu      | UFC 319             | Geoff Neal           | [ 2 ]       | TBD                 | TBD          |              |
| 10   | Estados Unidos       | Colby Covington      | -1      | 17–5        | 0                     | Perdeu      | UFC on ESPN 63      | Joaquin Buckley      | [ 37 ]      | TBD                 | TBD          |              |
| 11   | Brasil               | Gilbert Burns        | -1      | 22–9        | 0                     | Perdeu      | UFC Fight Night 256 | Michael Morales      | [ 36 ]      | TBD                 | TBD          |              |
| 12   | Estados Unidos       | Geoff Neal           | -1      | 16–7        | 0                     | Perdeu      | UFC 319             | Carlos Prates        | [ 2 ]       | TBD                 | TBD          |              |
| 13   | Estados Unidos       | Daniel Rodriguez     | Estável | 20-5        | 3                     | Venceu      | UFC 318             | Kevin Holland        | [ 34 ]      | TBD                 | TBD          |              |
| 14   | Brasil               | Gabriel Bonfim       | Estável | 18-1        | 3                     | Venceu      | UFC on ESPN 70      | Stephen Thompson     | [ 18 ]      | TBD                 | TBD          |              |
| 15   | Estados Unidos       | Kevin Holland        | NR      | 28–14       | 0                     | Perdeu      | UFC 318             | Daniel Rodriguez     | [ 34 ]      | UFC Fight Night 262 | Mike Malott  | [ 31 ]       |

## Peso Leve
Limite de peso: 146 a 155 lbs • 66,22 kg a 70,30 kg
Ranking atualizado em 19 de agosto de 2025, após o UFC 319: Du Plessis vs. Chimaev.
| Pos. | País           | Lutador            | M       | Cartel       | Sequência de vitórias | Última Luta | Última Luta    | Última Luta           | Última Luta | Próxima Luta        | Próxima Luta       | Próxima Luta |
| Pos. | País           | Lutador            | M       | Cartel       | Sequência de vitórias | Resultado   | Evento         | Oponente              | Ref.        | Evento              | Oponente           | Ref.         |
| ---- | -------------- | ------------------ | ------- | ------------ | --------------------- | ----------- | -------------- | --------------------- | ----------- | ------------------- | ------------------ | ------------ |
| C    | Geórgia        | Ilia Topuria       | Estável | 17–0         | 17 (0 def)            | Venceu      | UFC 317        | Charles Oliveira      | [ 38 ]      | TBD                 | TBD                |              |
| 1    | Rússia         | Islam Makhachev    | Estável | 27–1         | 15                    | Venceu      | UFC 311        | Renato Moicano        | [ 15 ]      | TBD                 | TBD                |              |
| 2    | Arménia        | Arman Tsarukyan    | Estável | 22–3         | 4                     | Venceu      | UFC 300        | Charles Oliveira      | [ 39 ]      | TBD                 | TBD                |              |
| 3    | Estados Unidos | Max Holloway       | Estável | 27–8         | 1                     | Venceu      | UFC 318        | Dustin Poirier        | [ 34 ]      | TBD                 | TBD                |              |
| 4    | Brasil         | Charles Oliveira   | Estável | 35–11 (1 NC) | 0                     | Perdeu      | UFC 317        | Ilia Topuria          | [ 38 ]      | UFC Fight Night 261 | Rafael Fiziev      | [ 40 ]       |
| 5    | Estados Unidos | Justin Gaethje     | Estável | 26–5         | 1                     | Venceu      | UFC 313        | Rafael Fiziev         | [ 21 ]      | TBD                 | TBD                |              |
| 6    | Nova Zelândia  | Dan Hooker         | Estável | 24–12        | 3                     | Venceu      | UFC 305        | Mateusz Gamrot        | [ 19 ]      | TBD                 | TBD                |              |
| 7    | Inglaterra     | Paddy Pimblett     | +2      | 23–3         | 9                     | Venceu      | UFC 314        | Michael Chandler      | [ 23 ]      | TBD                 | TBD                |              |
| 8    | Polónia        | Mateusz Gamrot     | -1      | 25–3 (1 NC)  | 1                     | Venceu      | UFC on ESPN 68 | Ľudovít Klein         | [ 41 ]      | TBD                 | TBD                |              |
| 9    | Estados Unidos | Beneil Dariush     | -1      | 23–6–1       | 1                     | Venceu      | UFC 317        | Renato Moicano        | [ 38 ]      | TBD                 | TBD                |              |
| 10   | Azerbaijão     | Rafael Fiziev      | Estável | 13–4         | 1                     | Venceu      | UFC on ABC 8   | Ignacio Bahamondes    | [ 14 ]      | UFC Fight Night 261 | Charles Oliveira   | [ 40 ]       |
| 11   | Brasil         | Renato Moicano     | Estável | 20–7–1       | 0                     | Perdeu      | UFC 317        | Beneil Dariush        | [ 38 ]      | TBD                 | TBD                |              |
| 12   | Estados Unidos | Michael Chandler   | Estável | 23–10        | 0                     | Perdeu      | UFC 314        | Paddy Pimblett        | [ 23 ]      | TBD                 | TBD                |              |
| 13   | França         | Benoît Saint Denis | Estável | 14–3 (1 NC)  | 1                     | Venceu      | UFC 315        | Kyle Prepolec         | [ 35 ]      | UFC Fight Night 258 | Maurício Ruffy     | [ 42 ]       |
| 14   | Estados Unidos | Grant Dawson       | Estável | 23–2–1       | 3                     | Venceu      | UFC 311        | Carlos Diego Ferreira | [ 15 ]      | TBD                 | TBD                |              |
| 15   | Brasil         | Mauricio Ruffy     | NR      | 12–1         | 7                     | Venceu      | UFC 313        | King Green            | [ 21 ]      | UFC Fight Night 258 | Benoît Saint Denis | [ 42 ]       |

## Peso Pena
Limite de peso: 136 a 145 lbs • 61,68 kg a 65,77 kg
Ranking atualizado em 19 de agosto de 2025, após o UFC 319: Du Plessis vs. Chimaev.
| Pos. | País           | Lutador               | M       | Cartel      | Sequência de vitórias | Última Luta | Última Luta         | Última Luta           | Última Luta | Próxima Luta        | Próxima Luta      | Próxima Luta |
| Pos. | País           | Lutador               | M       | Cartel      | Sequência de vitórias | Resultado   | Evento              | Oponente              | Ref.        | Evento              | Oponente          | Ref.         |
| ---- | -------------- | --------------------- | ------- | ----------- | --------------------- | ----------- | ------------------- | --------------------- | ----------- | ------------------- | ----------------- | ------------ |
| C    | Austrália      | Alexander Volkanovski | Estável | 27–4        | 1 (0 def)             | Venceu      | UFC 314             | Diego Lopes           | [ 23 ]      | TBD                 | TBD               |              |
| 1    | Rússia         | Movsar Evloev         | Estável | 19–0        | 19                    | Venceu      | UFC 310             | Aljamain Sterling     | [ 10 ]      | TBD                 | TBD               |              |
| 2    | Brasil         | Diego Lopes           | Estável | 26–7        | 0                     | Perdeu      | UFC 314             | Alexander Volkanovski | [ 23 ]      | UFC Fight Night 259 | Jean Silva        | [ 43 ]       |
| 3    | México         | Yair Rodríguez        | Estável | 20–5 (1 NC) | 1                     | Venceu      | UFC 314             | Patrício Pitbull      | [ 23 ]      | TBD                 | TBD               |              |
| 4    | Inglaterra     | Lerone Murphy         | +2      | 17–0–1      | 9                     | Venceu      | UFC 319             | Aaron Pico            | [ 2 ]       | TBD                 | TBD               |              |
| 5    | Estados Unidos | Brian Ortega          | -1      | 16–4 (1 NC) | 0                     | Perdeu      | UFC 306             | Diego Lopes           | [ 44 ]      | UFC Fight Night 257 | Aljamain Sterling | [ 26 ]       |
| 6    | Inglaterra     | Arnold Allen          | -1      | 20–3        | 1                     | Venceu      | UFC 304             | Giga Chikadze         | [ 9 ]       | TBD                 | TBD               |              |
| 7    | Estados Unidos | Aljamain Sterling     | Estável | 24–5        | 0                     | Perdeu      | UFC 310             | Movsar Evloev         | [ 10 ]      | UFC Fight Night 257 | Brian Ortega      | [ 26 ]       |
| 8    | Estados Unidos | Josh Emmett           | Estável | 19–5        | 0                     | Perdeu      | UFC on ESPN 65      | Lerone Murphy         | [ 45 ]      | TBD                 | TBD               |              |
| 9    | Marrocos       | Youssef Zalal         | Estável | 17–5–1      | 7                     | Venceu      | UFC Fight Night 251 | Calvin Kattar         | [ 46 ]      | TBD                 | TBD               |              |
| 10   | Brasil         | Jean Silva            | Estável | 16–2        | 13                    | Venceu      | UFC 314             | Bryce Mitchell        | [ 23 ]      | UFC Fight Night 259 | Diego Lopes       | [ 43 ]       |
| 11   | Brasil         | Patrício Pitbull      | Estável | 37-8        | 1                     | Venceu      | UFC 318             | Dan Ige               | [ 34 ]      | UFC Fight Night 258 | Losene Keita      | [ 47 ]       |
| 12   | Estados Unidos | Steve Garcia          | Estável | 18–5        | 6                     | Venceu      | UFC on ESPN 70      | Calvin Kattar         | [ 18 ]      | TBD                 | TBD               |              |
| 13   | Uganda         | David Onama           | Estável | 14–2        | 4                     | Venceu      | UFC on ESPN 66      | Giga Chikadze         | [ 27 ]      | TBD                 | TBD               |              |
| 14   | Estados Unidos | Dan Ige               | Estável | 19–10       | 0                     | Perdeu      | UFC 318             | Patrício Pitbull      | [ 34 ]      | TBD                 | TBD               |              |
| 15   | Geórgia        | Giga Chikadze         | Estável | 15-5        | 0                     | Perdeu      | UFC on ESPN 66      | David Onama           | [ 27 ]      | TBD                 | TBD               |              |

## Peso Galo
Limite de peso: 126 a 135 lbs • 57,15 kg a 61,23 kg
Ranking atualizado em 29 de julho de 2025, após o UFC on ABC: Whittaker vs. de Ridder.
| Pos. | País           | Lutador             | M       | Cartel        | Sequência de vitórias | Última Luta | Última Luta         | Última Luta         | Última Luta | Próxima Luta        | Próxima Luta      | Próxima Luta |
| Pos. | País           | Lutador             | M       | Cartel        | Sequência de vitórias | Resultado   | Evento              | Oponente            | Ref.        | Evento              | Oponente          | Ref.         |
| ---- | -------------- | ------------------- | ------- | ------------- | --------------------- | ----------- | ------------------- | ------------------- | ----------- | ------------------- | ----------------- | ------------ |
| C    | Geórgia        | Merab Dvalishvili   | Estável | 20–4          | 13 (2 def)            | Venceu      | UFC 316             | Sean O'Malley       | [ 5 ]       | UFC 320             | Cory Sandhagen    | [ 3 ]        |
| 1    | Estados Unidos | Sean O'Malley       | Estável | 18–3 (1 NC)   | 0                     | Perdeu      | UFC 316             | Merab Dvalishvili   | [ 5 ]       | TBD                 | TBD               |              |
| 2    | Rússia         | Umar Nurmagomedov   | Estável | 18–1          | 0                     | Perdeu      | UFC 311             | Merab Dvalishvili   | [ 15 ]      | TBD                 | TBD               |              |
| 3    | Rússia         | Petr Yan            | Estável | 19–5          | 3                     | Venceu      | UFC on ABC 9        | Marcus McGhee       | [ 20 ]      | TBD                 | TBD               |              |
| 4    | Estados Unidos | Cory Sandhagen      | Estável | 18–5          | 1                     | Venceu      | UFC on ESPN 67      | Deiveson Figueiredo | [ 48 ]      | UFC 320             | Merab Dvalishvili | [ 3 ]        |
| 5    | China          | Song Yadong         | Estável | 22–7–1 (1 NC) | 1                     | Venceu      | UFC Fight Night 252 | Henry Cejudo        | [ 49 ]      | TBD                 | TBD               |              |
| 6    | Brasil         | Deiveson Figueiredo | Estável | 24–5–1        | 0                     | Perdeu      | UFC on ESPN 67      | Cory Sandhagen      | [ 48 ]      | UFC Fight Night 261 | Montel Jackson    | [ 50 ]       |
| 7    | Equador        | Marlon Vera         | Estável | 23–10–1       | 0                     | Perdeu      | UFC on ABC 7        | Deiveson Figueiredo | [ 51 ]      | UFC Fight Night 262 | Aiemann Zahabi    | [ 52 ]       |
| 8    | Estados Unidos | Mario Bautista      | Estável | 16–2          | 8                     | Venceu      | UFC 316             | Patchy Mix          | [ 5 ]       | TBD                 | TBD               |              |
| 9    | Estados Unidos | Rob Font            | -1      | 22–8          | 2                     | Venceu      | UFC Fight Night 252 | Jean Matsumoto      | [ 49 ]      | UFC Fight Night 259 | Raul Rosas Jr.    | [ 53 ]       |
| 10   | Canadá         | Aiemann Zahabi      | +1      | 13–2          | 6                     | Venceu      | UFC 315             | José Aldo           | [ 35 ]      | UFC Fight Night 262 | Marlon Vera       | [ 52 ]       |
| 11   | Estados Unidos | Henry Cejudo        | -1      | 16–5          | 0                     | Perdeu      | UFC on ESPN 67      | Song Yadong         | [ 49 ]      | TBD                 | TBD               |              |
| 12   | Brasil         | Vinicius Oliveira   | +1      | 23–3          | 6                     | Venceu      | UFC 318             | Kyler Phillips      | [ 34 ]      | TBD                 | TBD               |              |
| 13   | Estados Unidos | Marcus McGhee       | -1      | 10–2          | 0                     | Perdeu      | UFC on ABC 9        | Petr Yan            | [ 20 ]      | TBD                 | TBD               |              |
| 14   | Estados Unidos | Kyler Phillips      | Estável | 12–4          | 0                     | Perdeu      | UFC 318             | Vinicius Oliveira   | [ 34 ]      | TBD                 | TBD               |              |
| 15   | Estados Unidos | Montel Jackson      | Estável | 15–2          | 6                     | Venceu      | UFC on ESPN 67      | Daniel Marcos       | [ 48 ]      | UFC Fight Night 261 | Montel Jackson    | [ 50 ]       |

## Peso Mosca
Limite de peso: 116 a 125 lbs • 52,61 kg a 56,69 kg
Ranking atualizado em 19 de agosto de 2025, após o UFC 319: Du Plessis vs. Chimaev.
| Pos. | País                    | Lutador                | M       | Cartel        | Sequência de vitórias | Última Luta | Última Luta         | Última Luta       | Última Luta | Próxima Luta        | Próxima Luta     | Próxima Luta |
| Pos. | País                    | Lutador                | M       | Cartel        | Sequência de vitórias | Resultado   | Evento              | Oponente          | Ref.        | Evento              | Oponente         | Ref.         |
| ---- | ----------------------- | ---------------------- | ------- | ------------- | --------------------- | ----------- | ------------------- | ----------------- | ----------- | ------------------- | ---------------- | ------------ |
| C    | Brasil                  | Alexandre Pantoja      | Estável | 30–5          | 8 (4 def)             | Venceu      | UFC 317             | Kai Kara-France   | [ 38 ]      | TBD                 | TBD              |              |
| 1    | Myanmar                 | Joshua Van             | Estável | 15–2          | 5                     | Venceu      | UFC 317             | Brandon Royval    | [ 38 ]      | TBD                 | TBD              |              |
| 2    | México                  | Brandon Moreno         | Estável | 23–8–2        | 2                     | Venceu      | UFC on ESPN 64      | Steve Erceg       | [ 54 ]      | TBD                 | TBD              |              |
| 3    | Estados Unidos          | Brandon Royval         | Estável | 17–8          | 0                     | Perdeu      | UFC 317             | Joshua Van        | [ 38 ]      | TBD                 | TBD              |              |
| 4    | Iraque                  | Amir Albazi            | Estável | 17–2          | 0                     | Perdeu      | UFC Fight Night 246 | Brandon Moreno    | [ 55 ]      | TBD                 | TBD              |              |
| 5    | Japão                   | Tatsuro Taira          | Estável | 17–1          | 1                     | Venceu      | UFC on ESPN 71      | Park Hyun-sung    | [ 8 ]       | TBD                 | TBD              |              |
| 6    | Nova Zelândia           | Kai Kara-France        | Estável | 25–12 (1 NC)  | 0                     | Perdeu      | UFC 317             | Alexandre Pantoja | [ 38 ]      | TBD                 | TBD              |              |
| 7    | Portugal                | Manel Kape             | Estável | 21–7          | 2                     | Venceu      | UFC Fight Night 253 | Asu Almabayev     | [ 56 ]      | TBD                 | TBD              |              |
| 8    | Estados Unidos          | Alex Perez             | Estável | 25–9          | 0                     | Perdeu      | UFC on ESPN 58      | Tatsuro Taira     | [ 57 ]      | TBD                 | TBD              |              |
| 9    | Cazaquistão             | Asu Almabayev          | Estável | 22–3          | 1                     | Venceu      | UFC on ABC 9        | Jose Ochoa        | [ 20 ]      | TBD                 | TBD              |              |
| 10   | Estados Unidos          | Tim Elliott            | +1      | 21–13–1       | 2                     | Venceu      | UFC 319             | Kai Asakura       | [ 2 ]       | TBD                 | TBD              |              |
| 11   | Austrália               | Steve Erceg            | -1      | 13–4          | 1                     | Venceu      | UFC on ESPN 72      | Ode' Osbourne     | [ 32 ]      | TBD                 | TBD              |              |
| 12   | Rússia                  | Tagir Ulanbekov        | Estável | 17–2          | 4                     | Venceu      | UFC on ABC 8        | Azat Maksum       | [ 14 ]      | TBD                 | TBD              |              |
| 13   | Bandeira do Uzbequistão | Ramazan Temirov        | Estável | 19–3          | 11                    | Venceu      | UFC Fight Night 253 | Charles Johnson   | [ 56 ]      | TBD                 | TBD              |              |
| 14   | Brasil                  | Bruno Gustavo da Silva | Estável | 14–7–2 (1 NC) | 0                     | Perdeu      | UFC 316             | Joshua Van        | [ 5 ]       | UFC Fight Night 262 | Park Hyun-sung   | [ 58 ]       |
| 15   | Estados Unidos          | Charles Johnson        | NR      | 17–7          | 0                     | Perdeu      | UFC Fight Night 253 | Ramazan Temirov   | [ 56 ]      | UFC Fight Night 257 | Lone'er Kavanagh | [ 59 ]       |

## Peso Galo Feminino
Limite de peso: 126 a 135 lbs • 57,15 kg a 61,23 kg
Ranking atualizado em 05 de agosto de 2025, após o UFC on ESPN: Taira vs. Park.
| Pos. | País           | Lutador               | M       | Cartel        | Sequência de vitórias | Última Luta | Última Luta         | Última Luta          | Última Luta | Próxima Luta        | Próxima Luta  | Próxima Luta |
| Pos. | País           | Lutador               | M       | Cartel        | Sequência de vitórias | Resultado   | Evento              | Oponente             | Ref.        | Evento              | Oponente      | Ref.         |
| ---- | -------------- | --------------------- | ------- | ------------- | --------------------- | ----------- | ------------------- | -------------------- | ----------- | ------------------- | ------------- | ------------ |
| C    | Estados Unidos | Kayla Harrison        | Estável | 19–1          | 4 (0 def)             | Venceu      | UFC 316             | Julianna Peña        | [ 5 ]       | TBD                 | TBD           |              |
| 1    | Estados Unidos | Julianna Peña         | Estável | 12–6          | 0                     | Perdeu      | UFC 316             | Kayla Harrison       | [ 5 ]       | TBD                 | TBD           |              |
| 2    | Estados Unidos | Raquel Pennington     | Estável | 16–9          | 0                     | Perdeu      | UFC 307             | Julianna Peña        | [ 60 ]      | TBD                 | TBD           |              |
| 3    | Brasil         | Ketlen Vieira         | Estável | 15–4          | 1                     | Venceu      | UFC on ESPN 68      | Macy Chiasson        | [ 41 ]      | UFC Fight Night 263 | Norma Dumont  | [ 61 ]       |
| 4    | Brasil         | Norma Dumont          | Estável | 12–2          | 5                     | Venceu      | UFC 306             | Irene Aldana         | [ 44 ]      | UFC Fight Night 263 | Ketlen Vieira | [ 61 ]       |
| 5    | Estados Unidos | Macy Chiasson         | Estável | 11–4          | 0                     | Perdeu      | UFC on ESPN 68      | Ketlen Vieira        | [ 41 ]      | UFC 320             | Yana Santos   | [ 62 ]       |
| 6    | México         | Irene Aldana          | Estável | 15–8          | 0                     | Perdeu      | UFC 306             | Norma Dumont         | [ 44 ]      | TBD                 | TBD           |              |
| 7    | Argentina      | Ailín Pérez           | Estável | 12–2          | 5                     | Venceu      | UFC 311             | Karol Rosa           | [ 15 ]      | TBD                 | TBD           |              |
| 8    | Brasil         | Mayra Bueno Silva     | Estável | 10–5–1 (1 NC) | 0                     | Perdeu      | UFC Fight Night 250 | Jasmine Jasudavicius | [ 12 ]      | TBD                 | TBD           |              |
| 10   | Brasil         | Karol Rosa            | +1      | 19–7          | 1                     | Venceu      | UFC on ESPN 71      | Nora Cornolle        | [ 63 ]      | TBD                 | TBD           |              |
| 9    | Rússia         | Yana Santos           | -1      | 16–8 (1 NC)   | 2                     | Venceu      | UFC on ESPN 67      | Miesha Tate          | [ 48 ]      | UFC 320             | Macy Chiasson | [ 62 ]       |
| 11   | Portugal       | Jacqueline Cavalcanti | Estável | 9–1           | 7                     | Venceu      | UFC Fight Night 251 | Julia Avila          | [ 46 ]      | TBD                 | TBD           |              |
| 12   | França         | Nora Cornolle         | Estável | 9–3           | 0                     | Perdeu      | UFC on ESPN 71      | Karol Rosa           | [ 63 ]      | TBD                 | TBD           |              |
| 13   | Estados Unidos | Miesha Tate           | Estável | 20–10         | 0                     | Perdeu      | UFC on ESPN 67      | Yana Santos          | [ 48 ]      | TBD                 | TBD           |              |
| 14   | Panamá         | Joselyne Edwards      | Estável | 16–6          | 3                     | Venceu      | UFC on ESPN 72      | Priscila Cachoeira   | [ 32 ]      | TBD                 | TBD           |              |
| 15   | Rússia         | Dariya Zheleznyakova  | Estável | 10-2          | 1                     | Venceu      | UFC on ABC 8        | Melissa Mullins      | [ 27 ]      | TBD                 | TBD           |              |

## Peso Mosca Feminino
Limite de peso: 116 a 125 lbs • 52,61 kg a 56,69 kg
Ranking atualizado em 19 de agosto de 2025, após o UFC 319: Du Plessis vs. Chimaev.
| Pos. | País           | Lutador              | M       | Cartel | Sequência de vitórias | Última Luta | Última Luta         | Última Luta          | Última Luta | Próxima Luta        | Próxima Luta         | Próxima Luta |
| Pos. | País           | Lutador              | M       | Cartel | Sequência de vitórias | Resultado   | Evento              | Oponente             | Ref.        | Evento              | Oponente             | Ref.         |
| ---- | -------------- | -------------------- | ------- | ------ | --------------------- | ----------- | ------------------- | -------------------- | ----------- | ------------------- | -------------------- | ------------ |
| C    | Quirguistão    | Valentina Shevchenko | Estável | 25–4–1 | 2 (1 def)             | Venceu      | UFC 315             | Manon Fiorot         | [ 35 ]      | TBD                 | TBD                  |              |
| 1    | Brasil         | Natália Silva        | Estável | 19–5–1 | 13                    | Venceu      | UFC 315             | Alexa Grasso         | [ 35 ]      | TBD                 | TBD                  |              |
| 2    | França         | Manon Fiorot         | Estável | 12–2   | 0                     | Perdeu      | UFC 315             | Valentina Shevchenko | [ 35 ]      | UFC Fight Night 262 | Jasmine Jasudavicius | [ 6 ]        |
| 3    | México         | Alexa Grasso         | Estável | 16–5–1 | 0                     | Perdeu      | UFC 315             | Natália Silva        | [ 35 ]      | TBD                 | TBD                  |              |
| 4    | Estados Unidos | Erin Blanchfield     | Estável | 13–2   | 1                     | Venceu      | UFC Fight Night 246 | Rose Namajunas       | [ 55 ]      | TBD                 | TBD                  |              |
| 5    | Canadá         | Jasmine Jasudavicius | Estável | 14–3   | 5                     | Venceu      | UFC 315             | Jéssica Andrade      | [ 35 ]      | UFC Fight Night 262 | Manon Fiorot         | [ 6 ]        |
| 6    | Estados Unidos | Maycee Barber        | Estável | 14–2   | 6                     | Venceu      | UFC 299             | Katlyn Cerminara     | [ 64 ]      | TBD                 | TBD                  |              |
| 7    | Estados Unidos | Rose Namajunas       | Estável | 14–7   | 1                     | Venceu      | UFC on ESPN 69      | Miranda Maverick     | [ 28 ]      | TBD                 | TBD                  |              |
| 8    | Estados Unidos | Tracy Cortez         | Estável | 12–2   | 1                     | Venceu      | UFC 317             | Viviane Araújo       | [ 38 ]      | TBD                 | TBD                  |              |
| 9    | Brasil         | Jéssica Andrade      | Estável | 26–15  | 0                     | Perdeu      | UFC 319             | Loopy Godinez        | [ 2 ]       | TBD                 | TBD                  |              |
| 10   | Brasil         | Karine Silva         | +1      | 19–5   | 1                     | Venceu      | UFC 319             | Dione Barbosa        | [ 2 ]       | TBD                 | TBD                  |              |
| 11   | Estados Unidos | Miranda Maverick     | -1      | 15–6   | 0                     | Perdeu      | UFC on ESPN 69      | Rose Namajunas       | [ 28 ]      | TBD                 | TBD                  |              |
| 12   | Austrália      | Casey O'Neill        | Estável | 10–2   | 1                     | Venceu      | UFC 305             | Luana Santos         | [ 19 ]      | TBD                 | TBD                  |              |
| 13   | China          | Wang Cong            | Estável | 8–1    | 2                     | Venceu      | UFC 316             | Ariane da Silva      | [ 5 ]       | TBD                 | TBD                  |              |
| 14   | Estados Unidos | JJ Aldrich           | Estável | 14-7   | 1                     | Venceu      | UFC Fight Night 253 | Andrea Lee           | [ 56 ]      | TBD                 | TBD                  |              |
| 15   | Brasil         | Eduarda Moura        | Estável | 12–1   | 2                     | Venceu      | UFC on ESPN 70      | Lauren Murphy        | [ 18 ]      | TBD                 | TBD                  |              |

## Peso Palha Feminino
Limite de peso: 106 a 115 lbs • 48.08 kg a 52.16 kg
Ranking atualizado em 19 de agosto de 2025, após o UFC 319: Du Plessis vs. Chimaev.
| Pos. | País           | Lutador           | M       | Cartel      | Sequência de vitórias | Última Luta | Última Luta         | Última Luta      | Última Luta | Próxima Luta        | Próxima Luta    | Próxima Luta |
| Pos. | País           | Lutador           | M       | Cartel      | Sequência de vitórias | Resultado   | Evento              | Oponente         | Ref.        | Evento              | Oponente        | Ref.         |
| ---- | -------------- | ----------------- | ------- | ----------- | --------------------- | ----------- | ------------------- | ---------------- | ----------- | ------------------- | --------------- | ------------ |
| C    | China          | Zhang Weili       | Estável | 26–3        | 5 (3 def)             | Venceu      | UFC 312             | Tatiana Suarez   | [ 30 ]      | TBD                 | TBD             |              |
| 1    | Brasil         | Virna Jandiroba   | Estável | 22–3        | 5                     | Venceu      | UFC 314             | Yan Xiaonan      | [ 23 ]      | TBD                 | TBD             |              |
| 2    | Estados Unidos | Tatiana Suarez    | Estável | 10–1        | 0                     | Perdeu      | UFC 312             | Zhang Weili      | [ 30 ]      | UFC Fight Night 259 | Amanda Lemos    | [ 7 ]        |
| 3    | China          | Yan Xiaonan       | Estável | 18–5 (1 NC) | 0                     | Perdeu      | UFC 314             | Virna Jandiroba  | [ 23 ]      | TBD                 | TBD             |              |
| 4    | Brasil         | Amanda Lemos      | Estável | 15–4–1      | 1                     | Venceu      | UFC 313             | Iasmin Lucindo   | [ 21 ]      | UFC Fight Night 259 | Tatiana Suarez  | [ 7 ]        |
| 5    | Estados Unidos | Mackenzie Dern    | +1      | 15–5        | 2                     | Venceu      | UFC Fight Night 249 | Amanda Ribas     | [ 65 ]      | TBD                 | TBD             |              |
| 6    | México         | Loopy Godinez     | +5      | 14–5        | 2                     | Venceu      | UFC 319             | Jéssica Andrade  | [ 2 ]       | TBD                 | TBD             |              |
| 7    | Brasil         | Iasmin Lucindo    | Estável | 18–6        | 1                     | Venceu      | UFC on ESPN 72      | Angela Hill      | [ 32 ]      | TBD                 | TBD             |              |
| 8    | Brasil         | Tabatha Ricci     | Estável | 12–3        | 1                     | Venceu      | UFC on ABC 9        | Amanda Ribas     | [ 20 ]      | TBD                 | TBD             |              |
| 9    | Brasil         | Jéssica Andrade   | -4      | 26–15       | 0                     | Perdeu      | UFC 319             | Loopy Godinez    | [ 2 ]       | TBD                 | TBD             |              |
| 10   | Canadá         | Gillian Robertson | -1      | 16–8        | 4                     | Venceu      | UFC on ESPN 67      | Marina Rodriguez | [ 48 ]      | TBD                 | TBD             |              |
| 11   | Brasil         | Amanda Ribas      | -1      | 13–7        | 0                     | Perdeu      | UFC on ABC 9        | Tabatha Ricci    | [ 20 ]      | TBD                 | TBD             |              |
| 12   | Estados Unidos | Angela Hill       | Estável | 18–15       | 0                     | Perdeu      | UFC on ESPN 72      | Iasmin Lucindo   | [ 32 ]      | TBD                 | TBD             |              |
| 13   | Estados Unidos | Tecia Pennington  | Estável | 15–7        | 2                     | Venceu      | UFC Fight Night 256 | Luana Pinheiro   | [ 36 ]      | TBD                 | TBD             |              |
| 14   | Tailândia      | Loma Lookboonmee  | Estável | 10–3        | 4                     | Venceu      | UFC on ESPN 65      | Istela Nunes     | [ 45 ]      | UFC Fight Night 260 | Alexia Thainara | [ 66 ]       |
| 15   | Brasil         | Denise Gomes      | Estável | 11–3        | 3                     | Venceu      | UFC Fight Night 256 | Elise Reed       | [ 36 ]      | TBD                 | TBD             |              |

## Críticas
Em janeiro de 2016, Jon Jones, que estava há um ano sem lutar, apareceu como N.1 do Ranking peso por peso da organização. Demetrious Johnson, que aparecia em segundo, também sequer havia entrado em ação por um bom tempo. Assim, segundo Igor Resende, da ESPN, "por ser organizado através de jornalistas, a lista dos melhores não consegue reproduzir com precisão a realidade."
Além disso, o ranking não é levado muito a sério pelo Ultimate na hora de casar lutas, principalmente disputas de cinturão.
Por isso, este ranking parece não fazer muito sucesso entre os atletas. José Aldo, Chael Sonnen, Vitor Belfort, e vários outros, já apareceram publicamente dando declarações contrárias a este ranking.
Dana White, certa vez, reconheceu que os rankings poderiam ser usados por interessados em certas lutas como instrumento de negociação.
Uma outra crítica fica por conta do fato de não terem sido estabelecidos critérios oficiais para serem utilizados pelos membros da mídia ou sequer divulgada uma metodologia de análise e sobretudo aplicação dos resultados da votação que gerará o ranking, havendo apenas algumas regras sobre a elegibilidade dos lutadores.